# Mentzelia
- Commons
- Wikispecies

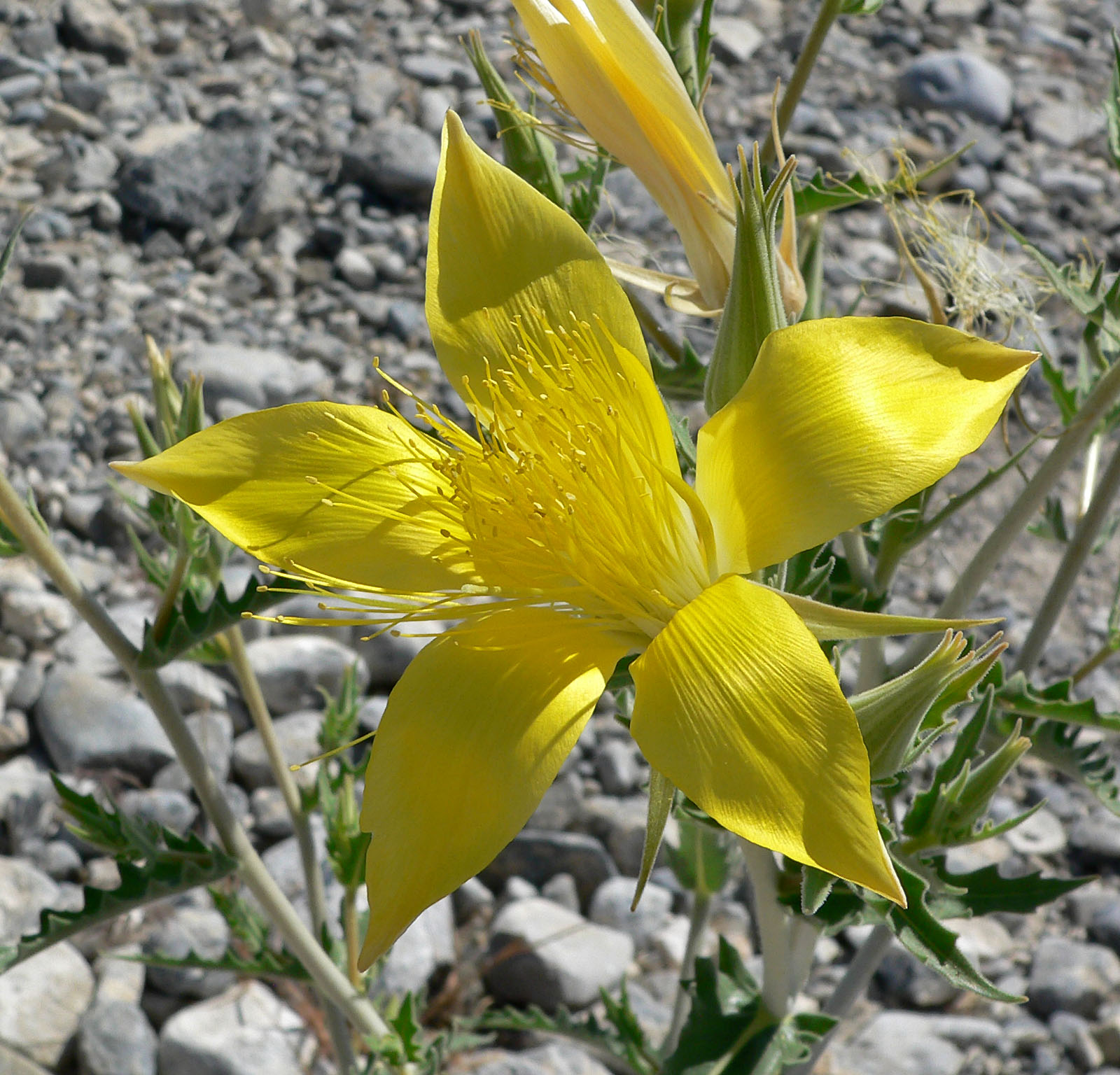
Mentzelia laevicaulis

Mentzelia L. é um género botânico pertencente à família Loasaceae.

## Sinonímia
| - Acroclasia C. Presl - Bicuspidaria Rydb. - Chryostoma Lilja | - Creslobus Lilja - Trachyphytum Nutt. |

## Espécies
- Mentzelia albescens (Gillies & Arn.) Griseb.
- Mentzelia albicaulis (Douglas ex Hook.) Douglas ex Torr. & A.Gray
- Mentzelia aspera L.
- Mentzelia conzattii Greenm.
- Mentzelia cordifolia Dombey ex Urb. & Gilg
- Mentzelia crocea Kellogg
- Mentzelia decapetala (Pursh ex Sims) Urb. & Gilg
- Mentzelia densa Greene
- Mentzelia dispersa S.Watson
- Mentzelia fendleriana Urb. & Gilg
- Mentzelia hirsutissima
- Mentzelia involucrata
- Mentzelia laevicaulis (Douglas ex Hook.) Torr. & A.Gray
- Mentzelia leucophylla Brandegee
- Mentzelia lindleyi Torr. & A.Gray
- Mentzelia mollis M.Peck
- Mentzelia multiflora (Nutt.) A.Gray
- Mentzelia nuda (Pursh) Torr. & A.Gray
- Mentzelia oligosperma Nutt. ex Sims
- Mentzelia packardiae Glad
- Mentzelia parvifolia Urb. & Gilg ex Kurtz
- Mentzelia pumila Nutt. ex. Torr. & A. Gray
- Mentzelia scabra Kunth
- Mentzelia rhizomata Reveal
- Mentzelia veatchiana
- Lista completa

## Classificação do gênero
| Sistema | Classificação                      | Referência               |
| ------- | ---------------------------------- | ------------------------ |
| Linné   | Classe Polyandria, ordem Monogynia | Species plantarum (1753) |